# シャルル・ド・ブルボン (ベリー公)
シャルル・ド・フランス（Charles de France, 1686年7月31日 - 1714年5月5日）は、ブルボン朝のフランス王族、ベリー公。
ルイ14世の1人息子で王太子ルイ（グラン・ドーファン）と、妃でバイエルン選帝侯フェルディナント・マリアの娘マリー・アンヌの3男として生まれた。長兄はブルゴーニュ公ルイ（プティ・ドーファン、ルイ15世の父）、次兄はアンジュー公フィリップ（スペイン王フェリペ5世）。1714年にアランソン公、アングレーム公となった。

## 生涯
スペイン継承戦争で兄と共にトゥーロン包囲戦（1707年）とアウデナールデの戦い（1708年）に参戦、1710年7月、マリー・ルイーズ・エリザベート・ドルレアン（父の従弟にあたるオルレアン公フィリップ2世と庶系の叔母フランソワーズ・マリーの長女）と結婚した。しかしマリー・ルイーズは最初の妊娠で流産し、2度と子供の産めない体になったため、シャルルは妻と不仲になってしまった。
1712年、長兄ルイの死に伴いシャルルは将来の王である甥ルイ（後のルイ15世）の摂政役の最右翼となった。実際、ベリー公の死後、祖父ルイ14世は摂政をオルレアン公フィリップ2世にするか、自らの庶子であるメーヌ公ルイ・オーギュストにするか決めかねたという。
1714年5月、狩猟中の不慮の事故で重傷を負い、急死した。